# Нотація Штейнгауза — Мозера
Нотація Штейнгауза — Мозера — математична нотація для позначення великих чисел. Це розширення Мозера для полігонної нотації Штейнгауза.

## Визначення
означає nn.
 означає «n всередині n вкладених трикутників».
 означає «n всередині n вкладених квадратів».
Й так далі: n всередині (m + 1)-кутного полігона дорівнює "n всередині n вкладених m-кутних полігонів".
Зрозуміло, що вкладені полігони обчислюються починаючи із внутрішнього, наприклад, n в двох трикутниках дорівнює nn в одному трикутнику, що дорівнює nn в степені nn.
Нотація Штейнгауза закінчувалась на пятикутнику, який він позначав колом: .

## Часткові випадки
Штейнгауз та Мозер дали назви числам:
- мега — 2 в колі: ②
- мегістон — 10 в колі: ⑩
- мозер — «2 в мегагоні». Мегагон — полігон із ② сторін.

## Рекурсивні формули
Нехай {\displaystyle M(n,m,p)} —  число n в m вкладених p-кутниках, тоді:
{\displaystyle M(n,1,3)=n^{n}}
{\displaystyle M(n,1,p+1)=M(n,n,p)}
{\displaystyle M(n,m+1,p)=M(M(n,1,p),m,p)}
mega = {\displaystyle M(2,1,5)}
megiston = {\displaystyle M(10,1,5)}
moser = {\displaystyle M(2,1,M(2,1,5))}

## Mega
Мега є досить великим числом: ② = M(2,1,5) = M(2,2,4) = M(256,256,3)
Побудуємо:
- M(256,2,3) = {\displaystyle (256^{\,\!256})^{256^{256}}=256^{256^{257}}}
- M(256,3,3) = {\displaystyle (256^{\,\!256^{257}})^{256^{256^{257}}}=256^{256^{257}\times 256^{256^{257}}}=256^{256^{257+256^{257}}}}≈{\displaystyle 256^{\,\!256^{256^{257}}}}

далі:
- M(256,4,3) ≈ {\displaystyle {\,\!256^{256^{256^{256^{257}}}}}}
- M(256,5,3) ≈ {\displaystyle {\,\!256^{256^{256^{256^{256^{257}}}}}}}
- M(256,6,3) ≈ {\displaystyle {\,\!256^{256^{256^{256^{256^{256^{257}}}}}}}}

Отримаємо:
- mega = {\displaystyle M(256,256,3)\approx (256\uparrow )^{256}257}, де {\displaystyle (256\uparrow )^{256}} кількість суперпозицій функції {\displaystyle f(n)=256^{n}}.

Округлюючи, отримаємо mega ≈ {\displaystyle 256\uparrow \uparrow 257} в нотація Кнута.
Для оцінки кількості цифр в числі можна використати:
{\displaystyle 10\uparrow \uparrow 257<{\text{mega}}<10\uparrow \uparrow 258}

## Moser
Доведено, що в нотації Конвея та нотації Кнута,
{\displaystyle \mathrm {moser} <3\rightarrow 3\rightarrow 4\rightarrow 2,}
{\displaystyle \mathrm {moser} <f^{3}(4)=f(f(f(4))),\quad f(n)=3\uparrow ^{n}3.}
Хоча, moser — дуже велике число, воно дуже менше числа Грема:
{\displaystyle \mathrm {moser} \ll 3\rightarrow 3\rightarrow 64\rightarrow 2<f^{64}(4)={\text{Graham's number}}.}